# Bendon
Bendon es un lugar designado por el censo ubicado en el condado de Benzie en el estado estadounidense de Míchigan. En el Censo de 2010 tenía una población de 1690 habitantes y una densidad poblacional de 0,33 personas por km².

## Geografía
Bendon se encuentra ubicado en las coordenadas 44°38′14″N 85°50′53″O / 44.63722, -85.84806. Según la Oficina del Censo de los Estados Unidos, Bendon tiene una superficie total de 5192.93 km², de la cual 5192.9 km² corresponden a tierra firme y (0%) 0 km² es agua.

## Demografía
Según el censo de 2010, había 1690 personas residiendo en Bendon. La densidad de población era de 0,33 hab./km². De los 1690 habitantes, Bendon estaba compuesto por el 11.78% blancos, el 0.06% eran afroamericanos, el 0.41% eran amerindios, el 0.06% eran asiáticos, el 0% eran isleños del Pacífico, el 0% eran de otras razas y el 0% pertenecían a dos o más razas. Del total de la población el 0.06% eran hispanos o latinos de cualquier raza.